# Биржайский деканат

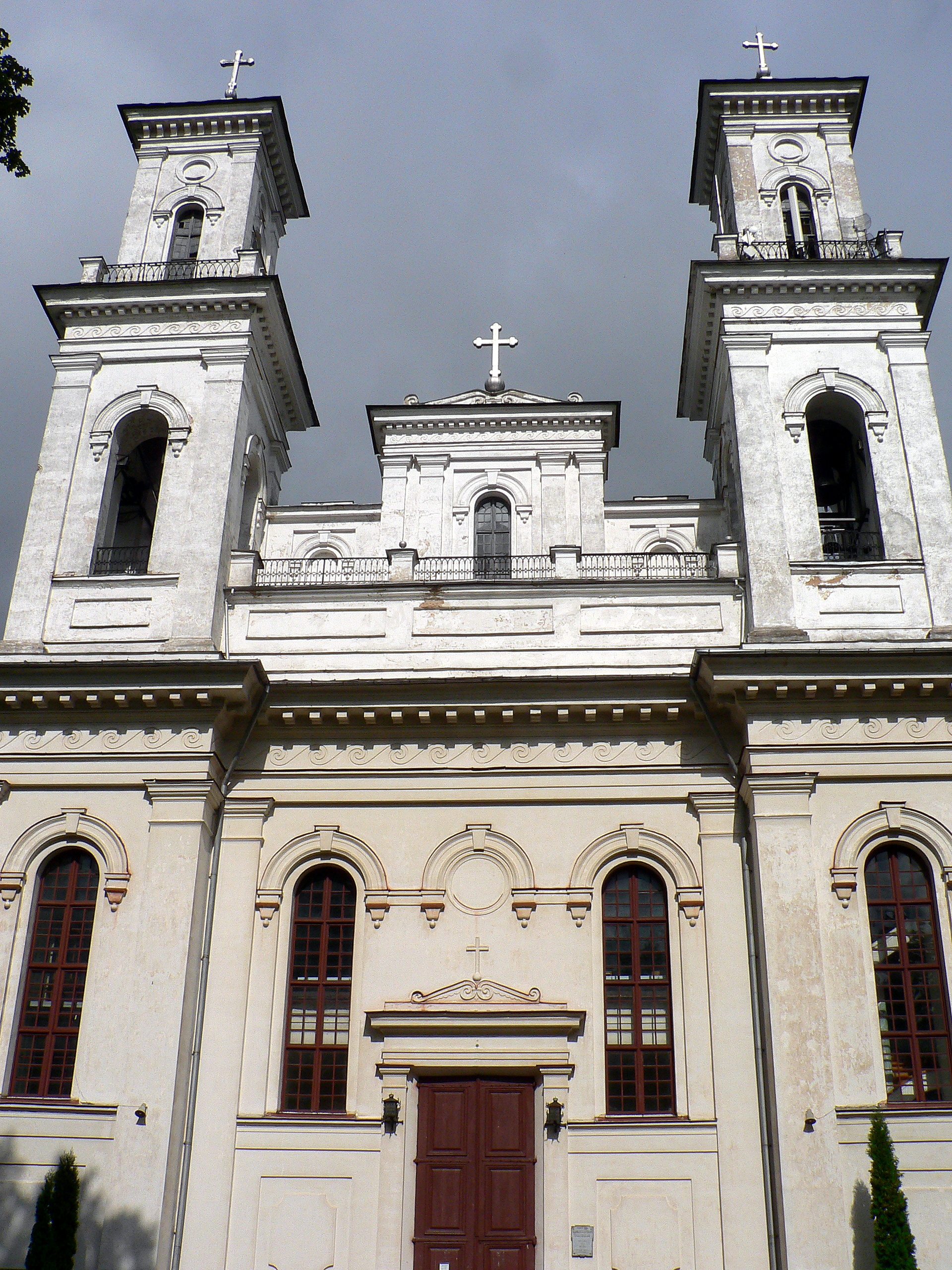
Церковь Святого Иоанна Крестителя в Биржае

Би́ржайский декана́т (лит. Biržų dekanatas) — один из девяти деканатов епархии Паневежиса римско-католической церковной провинции Вильнюса. Объединяет приходы в пределах Биржайского района Паневежского уезда Литвы. В настоящее время в Биржайский деканат входит десять приходов. Головным храмом является, расположенная в Биржае, церковь Святого Иоанна Крестителя.
Должность окружного викария Биржайского деканата  занимает священник Далюс Тубис (лит. Dalius Tubys).

## Приходы деканата
- Биржайский приход (лит. Biržų Šv. Jono Krikštytojo parapija);
- Вабальнинкский приход (лит. Vabalninko Švč. M. Marijos Ėmimo į dangų parapija);
- Гяйджюнайский приход (лит. Geidžiūnų Šv. Angelų Sargų parapija);
- Квяткайский приход (лит. Kvetkų Šv. Jono Krikštytojo parapija);
- Купрялишкский приход (лит. Kupreliškio Šv. arkang. Mykolo parapija);
- Нямунелио-Радвилишкский приход (лит. Nemunėlio Radviliškio Švč. M. Marijos parapija);
- Пабиржский приход (лит. Pabiržės Švč. Trejybės parapija);
- Папильский приход (лит. Papilio Nekaltosios Švč. M. Marijos parapija);
- Смилгяйский приход (лит. Smilgių Nukryžiuotojo Jėzaus parapija);
- Суостский приход (лит. Suosto Šv. Kryžiaus Išaukštinimo parapija).